# Vlag van Mon

Vlag van Mon

De vlag van Mon toont een hamsa in het midden van een rode achtergrond. De huidige vlag werd goedgekeurd door de Mon State Hluttaw en officieel aangenomen op 8 juni 2018.
Volgens de plaatselijke legende werd de stad Pegu, die werd gesticht door het Mon-volk, gesticht op de plek waar een hamsa zijn toevlucht zocht tijdens een enorme overstroming, vandaar de vogel op de vlag.
De voormalige vlag van Mon, die werd gebruikt tot de invoering van de huidige vlag op 8 juni 2018, toonde een hamsa op een donkerblauwe achtergrond met daaronder "Staat Mon" (မွန်ပြည်နယ်). De vlag van Bago lijkt erg op de voormalige vlag van Mon, maar de hamsa en de tekst hebben andere verhoudingen en ontwerpen.

Historische vlaggen
1974–2018